# Julius Adam
Pour les articles homonymes, voir Adam (homonymie).
Julius Anton Adam, surnommé « Katzen Adam », né le 18 mai 1852 à Munich, mort dans la même ville le 23 février 1913, est un peintre animalier, de genre, dessinateur, lithographe et photographe allemand.

## Historique
Julius Adam vient de la célèbre famille de Munich Adam. On l'oriente vers la peinture et il devient l'élève de Michael Echter, puis à l'Académie des beaux-arts de Munich de Wilhelm von Diez.
Mais en opposition à cette famille, il fait d'abord de la photographie de paysage et travaille à Rio de Janeiro. Puis il s'installe à Munich comme peintre de genre. En 1882, il commence ses peintures de chats avec lesquelles il obtient le succès.